# Staraja Kupavna
Staraja Kupavna (in russo Старая Купавна?; anche traslitterata come Staraya Kupavna) è una cittadina della Russia europea centrale, compresa nell'oblast' di Mosca e situata 37 km a sud-ovest della capitale, sul fiume Šalovka; era compresa nel distretto di Noginsk.
Il primo accenno alla città in una cronaca locale è datato 24 aprile 1353; lo status di città è tuttavia arrivato solo nel 2004.
Staraja Kupavna è un piccolo centro industriale (tessile e farmaceutica).

## Società

### Evoluzione demografica
Fonte: mojgorod.ru
- 1979: 24.300
- 1989: 25.100
- 2002: 21.433
- 2007: 21.200